# Miozin
Miozin je bjelančevina koja se nalazi u mišićima čovjeka i životinja. Druga bjelančevina je aktin. Mikrofilamente dijelimo na miozinske i aktinske, a obje bjelančevine nalazimo u svakoj sarkomeri.
Miozin je bjelančevina odgovorna za elastičnost i stezanje mišića, koja se zbiva na način da debele miozinske niti klize međusobno s tankim aktinskim nitima. Time se mijenja konformacija miozina, a pokreće ju hidroliza adenozin-trifosfata (ATP). Miozin uz aktin tvori diobeno vreteno u staničnoj diobi.
Građen je od šest polipeptidnih lanaca i relativne je molekularne mase oko 500 000, što ga čini velikom molekulom. U mišiću miozin predstavlja blizu polovice suhe tvari.
Spada u vlaknaste (fibrilne) bjelančevine, strukturne bjelančevine u animalnom tkivu, netopive u vodi.